# 沙華·湯馬士
沙華湯馬士（Shavar Thomas；1981年1月29日—），生于Hannah Town，牙買加职业足球运动员，现效力于美國職業足球大聯盟球会美國芝華士，他曾隨牙買加U20出席2001年世界青年足球錦標賽。